# Ларіонов Олександр Костянтинович
Олександр Костянтинович Ларіонов (рос. Александр Константиович Ларионов; нар. 1 серпня 1952, Чкалов, РРФСР — пом. 13 липня 1998, Одеса, УРСР) — радянський футболіст, півзахисник.

## Життєпис
Вихованець оренбурзького «Локомотива», у футболці якого розпочав дорослу футбольну кар'єру 1970 року. У команді виступав до 1971 року, а також з 1973 по 1974 рік. Виступав за нижчолігові радянські клуби «Крила Рад» Самара (1972-1973), «Газовик» Оренбург (1977-1980), «Торпедо» Тольятті (1980) та «Факел» Воронеж (1981-1982).
У вищому дивізіоні чемпіонату СРСР виступав з 1975 по 1977 рік за московський «Локомотив», у футболці якого зіграв 16 матчів.
Помер 13 липня 1998 року в Одесі.

## Досягнення
- Кубок РРФСР
  -  Володар (1): 1980